# Детелин Далаклиев
Детелин Стефанов Далаклиев е български боксьор в категория „54 кг“. Световен шампион в тази категория от световното първенство в Милано, Италия 2009 година.

## Кратка спортна биография
Детелин Далаклиев започва своята кариера в Плевен, където е роден. След няколко години интерес към него проявяват от ЦСКА и започва да се състезава за този клуб. След това се прехвърля в „Левски“, а малко по късно става състезател на „Ботев Пловдив“. Впоследствие се състезава за отборите на „Академик“ и „Плевен Мизия 80“.
Многократен шампион на България. От 2001 г. е национален състезател, участва на световни първенства през 2003, 2004, 2009 г. и 2011., има и пет европейски първенства в кариерата си.
Участва на олимпийските игри в Атина през 2004 г. и 2012 Лондон.
В първото си голямо състезание – европейско по бокс за юноши в Сараево, Далаклиев става единственият българин с медал (бронз). Негов треньор в националния отбор тогава е Ангел Ангелов.
През 2004, 2006 г. и 2007 г. е втори на престижния турнир „Странджа“, а през 2005 г. и 2010 г. печели турнира. Тогава през 2010 г. му връчват и купа Странжа.
През 2006 г. заема второ място в класацията „Спортист на Пловдив“ и в анкетата „Боксьор на България“. Голям негов успех е сребърен медал от Европейското първенство по бокс през 2006 г., провело се в Пловдив. В колекцията си от медали притежава 3-то място на Европейското първенство през 2001 г. Сараево, 3-то място на Световно първенство от 2003 г. в Банкок, 3-то място на Европейското първенство през 2004 г. в Пула, 2-ро място на Европейското първенство през 2006 г. в Пловдив, 2-ро място на Европейското първенство 2008 г. в Ливърпул,1-во място на Световното първенство в Милано 2009 г. 5-о място на Европейското първенство 2011 г., 5 място на Световното първенство 2011 г., 5 място на Олимпийските игри в Лондон 2012 г.
Три пъти е шампион на Европейскиян съюз. Многократен носител на златни медали от всякакви турнири, световен шампион в Милано 2009 г. Шампион на България от 2001 г.
Далаклиев е обявен за Спортист на годината на България за 2009 година.

## Световна титла
Заминава за Световното първенство в Милано, Италия, като Капитан на националния отбор. Детелин печели световната титла безапелационно, като във всичките си мачове до финала дава само 5 точки на противниците си. Този факт го прави един от фаворитите за спечелване на купата „Ръсел“, която се дава за най-техничен състезател на световни първенства. На финала Далаклиев побеждава силният боксьор Едуард Абзалимов (Русия) с 5:3 точки.
В края на годината с 1358 точки световният шампион по бокс Детелин Далаклиев е избран за Спортист №1 на България за 2009 година.

## Награди
- Европейско първенство Сараево 2001 г. Бронз
- Световно първенство Банког 2003 г. Бронз
- Европейско първенство Пула 2004 г. Бронз
- Европейско първенство Пловдив 2006 г. Сребро
- Европейско първенство Ливърпул 2008 г. Сребро
- Световно първенство Милано 2009 г. ЗЛАТО
- Спортист №1 на България – 2009
- Лауреат на „Спортен Икар“ за 2009 година.
- Спортист на Плевен 2009 г.
- Личност на Плевен 2009 г.
- Почетен Гражданин на Плевен.
- Спортист на Академик София 2009 г.
- Носител на Купа Странджа 2010 г.
- Спортист на Плевен 2010 г.
- Спортист на Плевен 2012 г.
- Световно първенство Баку 2011 г. – 5 място
- Европейско първенство Анката 2011 г. – 5 място
- Спортист на Плевен 2013 г.
- Олимпийски Игри Лондон 2012 г. – 5 място